# Amtsgericht Soldau
Das Amtsgericht Soldau war ein preußisches Amtsgericht mit Sitz in der Stadt Soldau, Ostpreußen.

## Geschichte
In Soldau bestand bis 1849 das Land- und Stadtgericht Soldau und danach die Gerichtskommission Soldau des Kreisgerichtes Neidenburg. Im Rahmen der Reichsjustizgesetze wurden die bestehenden Gerichte aufgehoben und einheitlich Amtsgerichte gebildet. Das königlich preußische Amtsgericht Soldau wurde mit Wirkung zum 1. Oktober 1879 als eines von zehn Amtsgerichten im Bezirk des Landgerichtes Allenstein im Bezirk des Oberlandesgerichtes Königsberg gebildet. Der Sitz des Gerichtes war Soldau. Sein Gerichtsbezirk umfasste aus dem Kreis Neidenburg den Stadtbezirk Soldau und die Amtsbezirke Borchersdorf, Grodtken, Heinrichsdorf, Groß Koschlau, Klein Koschlau, Kyschienen, Groß Lensk, Rywoczin Niederhoff, Ruttkowitz, Scharnau, Tautschken und Usdau. Am Gericht bestanden 1880 zwei Richterstellen. Das Amtsgericht war damit ein kleines Amtsgericht im Landgerichtsbezirk. Aufgrund der Bestimmungen des Versailler Vertrags von 1919 wurde Soldau zusammen mit weiteren 32 Gemeinden des Kreises Neidenburg am 10. Januar 1920 an Polen abgetreten. An den Volksabstimmungen in Ost- und Westpreußen nahm das sogenannte Soldauer Gebiet („Soldauer Ländchen“) nicht teil, da die Bahnlinie Danzig–Warschau Teil des Polnischen Korridors wurde. Das Amtsgericht Soldau wurde aufgehoben, und der im Deutschen Reich verbliebene Teil seines Sprengels wurde dem Amtsgericht Neidenburg zugeordnet. Diese Änderungen traten zum 1. Januar 1920 in Kraft. Während der deutschen Besetzung Polens wurde 1940 das Amtsgericht Soldau erneut gebildet.
Im Jahre 1945 wurde der Amtsgerichtsbezirk unter polnische Verwaltung gestellt, und die deutschen Einwohner wurden vertrieben. Damit endete auch die Geschichte des Amtsgerichtes Soldau. Unter polnischer Verwaltung entstand das Sąd Rejonowy w Działdowie (1950–1975: Sąd Powiatowy w Działdowie).